# ATMOS 2000
ATMOS 2000 (англ.  Autonomous Truck MOunted howitzer System) — израильская 155-мм самоходная артиллерийская установка на базе шасси Tatra T815 VVN 6x6, которая предназначена для уничтожения живой силы, артиллерийских батарей, дзотов, а также для обеспечения проходов в минных полях и полевых заграждениях.

## История
Разработка началась как частная инициатива Soltam (позже стала частью Elbit Systems). Прежде всего система была ориентирована на экспорт, только в 2006 начались её испытания израильской армией.
В соответствии с пятилетним планом Армии обороны Израиля на период 2012—2016 планировалась смена существующих установок M109 (на иврите «До'эр» (ивр. דוהר‎ доһе́р)) на установки Artillery Gun Module (AGM) фирмы KMW или установки Autonomous Truck Mounted Ordnance System (ATMOS) фирмы «Солтам» (рассматривались также варианты выбрать одну из модифицированных версий установок, разработанных другими фирмами). Однако это не было осуществлено. Также выдвигались соображения вообще заменить ствольную артиллерию на «умные» ракеты. В итоге 15 мая 2017 года подписан контракт с Elbit Systems о производстве гаубиц для замены М109. Выбор был сделан без тендера, что вызвало протест других фирм, предлагавших артиллерийские системы либо модернизацию М109. Они потребовали выставить САУ на открытый тендер. Однако руководство АОИ сделало выбор из соображений стабильности поставок и создания рабочих мест в Израиле, а также отвергло предложение модернизации М109 по причине высокого износа машин. Ненадёжность зарубежных поставщиков из-за возможных санкций могла создать препятствия для перевооружения артиллерии ВС Израиля.
Немецкая KMW, американская Lockheed Martin и израильская IAI фирмы предлагали ЦАХАЛу AGM на шасси ASCOD 2. Samsung Techwin выставила K9 Thunder. IMI представила проект модернизации имеющихся в наличии израильских ВС М109. Элбит Системс и BAE Systems Land & Armaments предложили свои проекты модернизации М109.

## Конструкция
Артиллерийская часть представлена 155-мм гаубицей Soltam ATHOS 2052 с длиной ствола в 52 калибра. Эта гаубица может использовать весь ассортимент 155-мм снарядов НАТО. Максимальный дальность стрельбы 30 км обычными снарядами, 41 — с реактивным двигателем. Максимальная скорострельность — 4-9 выстрелов в минуту. Кроме того, есть варианты установки более коротких 155-мм Soltam (39 и 45 калибров) и советской 130-мм гаубицы М-46 (может выпустить 3 снаряда за 15 секунд).
Основой комплекса является грузовик Tatra T815 VVN 6x6 с бронированной кабиной. Комплекс может транспортироваться военно-транспортным самолётом C-130 Hercules.

## Операторы
- Азербайджан — 5 ATMOS 2000[5]
- Камерун — 18 ATMOS 2000, по состоянию на 2016 год[6]
- Румыния — с 2003 развернуто лицензионное производство под названием ATROM на шасси ROMAN 26.360 DFAEG 6x6.
- Руанда — 5 ATMOS 2000[7]
- Филиппины — 12 ATMOS 2000, по состоянию на 2023 год[8]
- Таиланд — 22 ATMOS 2000 (СВ+МП), по состоянию на 2022 год[9]
- Уганда — 6 ATMOS 2000, по состоянию на 2022 год[10]
- Дания — 1 ATMOS 2000 по состоянию на 2024 год[11]. 19 единиц заказано 7 марта 2023 года[12].

## Стоимость
На 2015 год стоимость САУ составляет ~2 млн долларов США.